# جون ماكهيو
جون ماكهيو (بالإنجليزية: John McHugh)‏ هو لاعب كرة قدم بريطاني في مركز الوسط، ولد في 6 يوليو 1943 في اسكتلندا في المملكة المتحدة. لعب مع نادي كلايد.